# 곡성 태안사 광자대사탑
곡성 태안사 광자대사탑(谷城 泰安寺 廣慈大師塔)은 대한민국 전라남도 곡성군 태안사에 있는, 고려시대의 승탑이다. 1963년 1월 21일 대한민국의 보물 제274호로 지정되었다.

## 개요
대안사 입구에 있는 고려시대의 탑으로, 광자대사의 사리를 모시고 있다. 광자대사는 대안사의 2대 조사(祖師)로, 경문왕 4년(864)에 출생하여 혜종 2년(945) 82세로 입적하였다. 자는 법신(法身)이고 법명은 윤다(允多)이다.
탑의 형태는 바닥돌부터 꼭대기까지 8각 평면을 이루고 있으며, 기단부(基壇部) 위에 탑신(塔身)을 차례로 놓은 전형적인 모습이다.
덩굴무늬와 연꽃무늬가 새겨진 아래받침돌 위에 유난히 낮은 가운데받침이 올려져 있다. 윗받침에는 16잎씩의 연꽃을 두 줄로 조각하여 우아한 모습을 보여주고 있다. 탑몸돌은 앞뒷면 모두 탁자에 놓여 있는 향로모양을 새겨두었고, 그 옆으로 사천왕상(四天王像)을 도드라지게 조각하였다. 지붕돌은 높은 편이나 추녀에 이르러 얇아지고 있어 중후한 감을 덜어주고 있다. 꼭대기에는 흔하지 않게 머리장식부분이 완전하게 남아 있다.
이 탑은 전체적인 모습이 거의 완전하게 남아있어 완벽한 형태미를 보여주며, 각 부의 구성과 조각수법이 정교하고 조화롭다.

## 같이 보기
- 태안사

## 참고 자료
- 곡성 태안사 광자대사탑 - 국가유산청 국가유산포털